# Lucien Agoumé
Lucien Jefferson Agoumé (ur. 9 lutego 2002 w Jaunde) – francuski piłkarz pochodzenia kameruńskiego, występujący na pozycji pomocnika w hiszpańskim klubie Sevilla FC. 
Wychowanek Racing Besançon, w trakcie swojej kariery grał także w takich zespołach, jak Sochaux,  oraz Spezia. Młodzieżowy reprezentant Francji.